# Вагнер Войцех-Адальберт Йосипович
Войцех-Адальберт Йосипович Вагнер (пол. Wojciech-Adalbert Wagner; бл. 1872, Желехув — 4 (17) червня 1905, Харків) — український католицький священник польського походження, вікарій при соборі Успіння Пресвятої Діви Марії в Харкові. Викладав Закон Божий у місцевих навчальних закладах і мав добру репутацію серед католицького та православного населення міста. Загинув внаслідок розбійного нападу. Його ім'ям був названий дитячий притулок католицької громади Харкова.

## Життєпис
Войцех-Адальберт Йосипович Вагнер народився близько 1872 року в місті Желехув, на той час Седлецька губернія Царства Польського, мав сестру та молодшого брата. Здобув середню освіту в одній з гімназій Варшави, продовжив навчання у духовній семінарії в Любліні та в Папському Григоріанському університеті, де здобув ступінь доктора богослов'я. В 1899 році був висвячений у священники в храмі святої Єкатерини Александрійської в Санкт-Петербурзі, де потім перебував вікарієм. У листопаді того ж року був переведений до Харкова, де викладав Закон Божий у місцевих навчальних закладах. У березні 1905 року був призначений вікарієм харківського собору Успіння Пресвятої Діви Марії.
Вагнер був відомим матеріальною та духовною підтримкою бідних польських родин Харкова. Також був популярним серед своїх учнів, оскільки був гарним оратором, мав добру репутацію серед католицького та православного населення міста. Серед його захоплень була музика, в першу чергу духовна, знавцем і поціновувачем якої він був. Входив до складу Харківського Товариства сприяння фізичному вихованню дітей та піклування про них, був дільничним піклувальником товариства. До території його дільниці входили Кокошкинська вулиця, Чернишевська вулиця та Пушкінська вулиця, від Театральної площі до Мироносицької вулиці.
Вночі 3-го червня 1905 року на священника був зроблений напад, чотири злодії побили його пляшкою і пограбували, забравши годинник, перстень, гаманець, револьвер та одяг, залишивши лише молитовник. Вагнер був знайдений нічним сторожем та доставлений до Миколаївської лікарні, де був соборований. Помер Войцех-Адальберт Вагнер 4 червня 1905 року о четвертій ранку. Похоронна меса відбулася 7 червня 1905 року у приміщенні собору Успіння Пресвятої Діви Марії, потім траурна процесія з тілом небіжчика попрямувала до залізничного вокзалу, оскільки родичі Вагнера зажадали поховати його в рідному Желехуві. На вокзалі присяжний повірений Квятковський та інженер-технолог Павловський виступили з промовами в яких високо оцінили моральний стан покійного та його суспільну діяльність. Присутні вирішили зібрати гроші для субсидії молодшого брата небіжчика, який на той час навчався в гімназії та організувати стипендії для бідних учнів у школі Благодійного католицького товариства.
Смерть священника викликала серйозний громадянський резонанс. У своєму повідомленні прокурор Харківського окружного суду Пороховщіков підкреслив, що напад не був скоєний через особисті причини, а був звичайним пограбуванням. Правоохоронними органами було схоплено чотирьох рецидивістів, яких суд 10 жовтня 1905 року визнав винними у нападі та пограбуванні священника Вагнера. Підсудні були засуджені до каторжних робіт на різні строки від 10 до 6 років. Влітку наступного року, один з засуджених втік з губернської тюрми.
У 1906 році, священник І. Чаєвський повідомляв у газеті «Южный край», що члени католицької громади вирішили відкрити Притулок для бідних дітей імені ксьондза Вагнера в одному з приміщень, які належали католицькому соборі. Притулок відкрився у лютому 1906 року, станом на 1914 рік, він фінансувався на пожертви громади та в ньому жило 10 хлопчиків, всі вони здобували середню освіту у навчальних закладах міста. У березні 1914 року Правлячий Сенат скасував реєстрацію попечительства притулку.

## Фотографії
У газеті «Южный край» від 3 липня 1905 року була опублікована фотографія священника Вагнера зроблена фотографом Василем Шабельським. Пізніше фотограф Олексій Іваницький перезняв фотографію і продавав її. Шабельський подавав в суд на Іваницького, заявивши, що не давав останньому дозволу на такі дії. Однак, суд відмовив у розгляді справи, оскільки за тодішніми нормами авторські права на фотографію належали особі зображеній на фотографії.
Дослідники М. Жур та А. Хільковський виділили ще два фотозображення Вагнера:
- Групове фото викладачів та учениць однієї з жіночих гімназій Харкова, також авторства Шабельського.
- фотографія невідомого автора опублікована в газеті «Харьковский листок».